# Königreich Janjero
Das Königreich Janjero (auch Yamma) war ein kleines Königreich der Sidama im heutigen Äthiopien.
Es befand sich in dem Dreieck, das von den Flüssen Omo und Jimma Gibe gebildet wird. Im Westen grenzte es an das Königreich Jimma, im Süden lag Garo. Drei Berge, Bor Ama, Azulu und Toba, kennzeichnen die Lage des ehemaligen Königreichs.
Da seine Flüsse äußerst schwierig zu passieren waren, blieb Janjero bis zu seiner Eroberung 1894 isoliert von seinen Nachbarn.

## Kultur
Die Europäer besuchten bereits im Jahre 1614 das Königreich, jedoch blieb die Region bis in die späten 1950er Jahre abgeschnitten von der Außenwelt.
Dies begünstigte die Entstehung von Gerüchten und so wurde angenommen, dass sich unter den Menschen seltsame und grausame Bräuche erhalten hätten.
Einige dieser vermeintlichen Bräuche waren:

- Der König besaß das Recht, beliebige Personen beider Geschlechts aus ihren Häusern zu entführen und entweder in die Sklaverei zu verkaufen oder für sich arbeiten zu lassen.
- Bereits vor dem 19. Jahrhundert wurde Mais in Janjero angebaut. Ein König verbot jedoch dessen weitere Kultivierung, da „die Maiskolben besser bedeckt waren als er selbst und die ‚Grannen‘ menschlichem Haar ähnelten.“
- Menschenopfer wurden angeblich bis zur äthiopischen Eroberung durchgeführt.
- Ein im Krieg verwundeter Mann wurde durch seine Verwandten ermordet, um zu verhindern, dass man über ihn sagte, er sei von Feindeshand gestorben.
- Sobald ein neuer König den Thron bestieg, wurden alle Menschen, die an Lepra oder Ringelflechte litten, zusammengesucht und ins „Krankenhaus“ am anderen Ufer des Jimma Gibe Flusses gebracht, wo sie enthauptet wurden.
- Den Männern wurden im Jungenalter die Brustwarzen abgetrennt. Unter Männern galten diese als verpönt, man wollte Frauen so wenig wie möglich gleichen.[3]

## Geschichte
Die erste Erwähnung des Königreichs findet sich im 15. Jahrhundert in einem Siegeslied über Yeshaq I, König von Äthiopien. Demnach zahlte Janjero seine Abgaben mit Pferden. Die ersten Könige von Janjero gehörten der Dynastie Halmam Gama an, welche später durch den aus dem Norden stammenden Mwa-Stamm vertrieben wurde.
Krieger aus dem Königreich Jimma besiegten 1844 die Armee von Janjero und nahmen den König von Janjero gefangen. Er kam jedoch 1847 frei und setzte seinen Kampf gegen seinen mächtigeren Nachbarn fort.
In den 1880er eroberte Jimma einen Teil Janjeros. Der übrige Teil des Königreichs wurde zu Zeiten Menelik II. 1894 annektiert. Der letzte König, Abba Bagibo floh ins Gebiet der Gurage, unterwarf sich jedoch letztendlich dem Kaiser Menelik. Sein Sohn Abba Chabsa trat zum Christentum über, nahm den Namen Gabra Madhen an und diente seinem äthiopischen Lehnsherrn.
Bei der Neuordnung der Provinzen 1942 wurde das ehemalige Königreich in die Region Kaffa aufgenommen. Mit der neuen Verfassung von 1995 erlangte dieses isolierte Gebiet westlich des Omo Flusses jedoch den Status einer Woreda im Bundesstaat Region der südlichen Nationen, Nationalitäten und Völker.